# Соризоле
Соризоле (итал. Sorisole) — коммуна в Италии, находится в регионе Ломбардия, подчиняется административному центру Бергамо.
Население составляет 8507 человек (на 2004), плотность населения составляет 691 чел./км². Занимает площадь 12 км². Почтовый индекс — 24010. Телефонный код — 035.
Покровителем коммуны почитается святой апостол Пётр, празднование 29 июня.